# Karl Anton von Dalberg
Karl Anton von Dalberg (* 3. Mai 1792; † 20. März 1859 in Wien; mit vollem Namen: Karl Anton Maximilian Eckenbert von Dalberg, auch Karl bzw. Carl Maximilian Heribert Reichsfreiherr von und zu Dalberg) gehörte zur adeligen Familie von Dalberg und war k. k. Kämmerer und Gutsbesitzer und Ritter des Leopold-Ordens.

## Herkunft
Karl Anton war der jüngere Sohn von Friedrich Franz Karl von Dalberg (* 21. März 1751; † 8. März 1811), der 1775 Statthalter des Bischofs im Hochstift Worms und 1794 stellvertretender Hauptmann von Miltenberg wurde. Die Mutter von Karl Anton war die Frau von Friedrich Franz Karl von Dalberg, Maria Anna (* 30. Mai 1756; † 29. September 1829), Tochter von Adolf Wilhelm von Greiffenclau zu Vollrads.

## Familie
Karl Anton heiratete am 26. Juli 1817 Maria Karoline Charlotte (* 28. Januar 1791; † 1867), Tochter von Karl Theodor Sturmfeder von Oppenweiler-Stkrod und Karoline von Greiffenclau zu Vollrads. Sie war Sternkreuzordensdame. Sie war seine Cousine, so dass für die Heirat eine päpstliche Dispens erforderlich war.
Einziges Kind, das aus dieser Ehe hervorging, war Friedrich Ferdinand Franz Eckbrecht (* 9. Dezember 1822 in Wien; † 19. September 1908 in Datschitz).
Die Familie lebte vom Frühjahr bis zum Ende der Jagdsaison im Spätherbst in Schloss Datschitz, im Winter in einer gemieteten Wohnung in Wien, um dort am gesellschaftlichen Leben und der Ballsaison teilzunehmen.

## Leben
Karl Anton erhielt bereits 1799 eine Domherrenstelle in Mainz, 1802 eine weitere in Speyer. Mit der Säkularisation entfiel diese Versorgungsmöglichkeit. Daraufhin kaufte sein Vater 1811 für ihn die Herrschaft Enzesfeld, südlich von Wien. Nach dem Tod des Vaters nahm sein älterer Bruder, Friedrich Karl Anton von Dalberg, für ihn die Vormundschaft wahr. 1815 wurde Karl Anton von Dalberg das Inkolat für das Königreich Böhmen erteilt und er erhielt den Titel eines Kaiserlichen und königlichen Kämmerers. Da der ältere Bruder bis zu seinem frühen Tod beim Militär blieb, übernahm Karl Anton von Dalberg die Verantwortung für das Familienerbe.
Zur Jahreswende 1815/1816 besuchte er dann auch erstmals die ererbten Herrschaften Herrschaft Datschitz und Maleschau in Böhmen und begann mit deren Reorganisation, erneuerte die Gebäude, darunter die Schlösser Datschitz und Roztěž.
Er modernisierte die Landwirtschaft, übernahm alle bisher verpachteten Meierhöfe seiner Herrschaften in Eigenregie und begann den Anbau und die Verarbeitung von Zuckerrüben. In Maleschau richtete er eine Güterinspektion, in Datschitz eine zentrale Finanzverwaltung für seine böhmischen Güter ein.
Für seine Neuerungen gelang es ihm, eine Reihe von sehr fähigen Mitarbeitern zu gewinnen:
- Als Generalbevollmächtigten für seine Güter gewann er Franz von Grebner, der 1829 in Kirchwiedern eine Zuckerfabrik gründete und dann kurzzeitig auch in Sukdol produzierte. In der nach Datschitz verlegten Zuckerraffinerie erfand desser Direktor, Jacob Christoph Rad, nach 1840 den Würfelzucker.[12]
- Für seinen Forst und den Obstanbau gewann er Vincenz Hlava als Spezialisten, der für zehn Jahre auch eine private Forstschule in Datschitz leitete. Innerhalb dieser Zeit bildete er dort 250 Anwärter für den Forstdienst aus.[12]
- Maximilian Frey leitete die Schlossgärtnerei in Datschitz, die hunderte von Apfel-, Birnen-, Aprikosen- und Pfirsichsorten züchtete und dafür eigene Verkaufskataloge herausgab. Weiter wurden dort auch Gemüsesetzlinge gezogen, etwa für Spargel[Anm. 3], und Blumen.[11]

## Ehrungen
Karl Anton von Dalberg war Ritter des Leopold-Ordens.

## Tod
Nach seinem Tod in Wien wurde Karl Anton in Krypta der Pfarrkirche von Datschitz beigesetzt.